# Fatiha Aïssaoui
Pour les articles homonymes, voir Aïssaoui.
Fatiha Aissaoui est une gymnaste artistique algérienne.

## Biographie
Fatiha Aissaoui remporte aux Championnats d'Afrique de gymnastique artistique 2006 au Cap la médaille d'argent par équipes et au sol.
Elle est médaillée de bronze par équipes ainsi qu'au saut de cheval aux Jeux africains de 2007 à Alger.